# Galeria de Arte de Tiblíssi

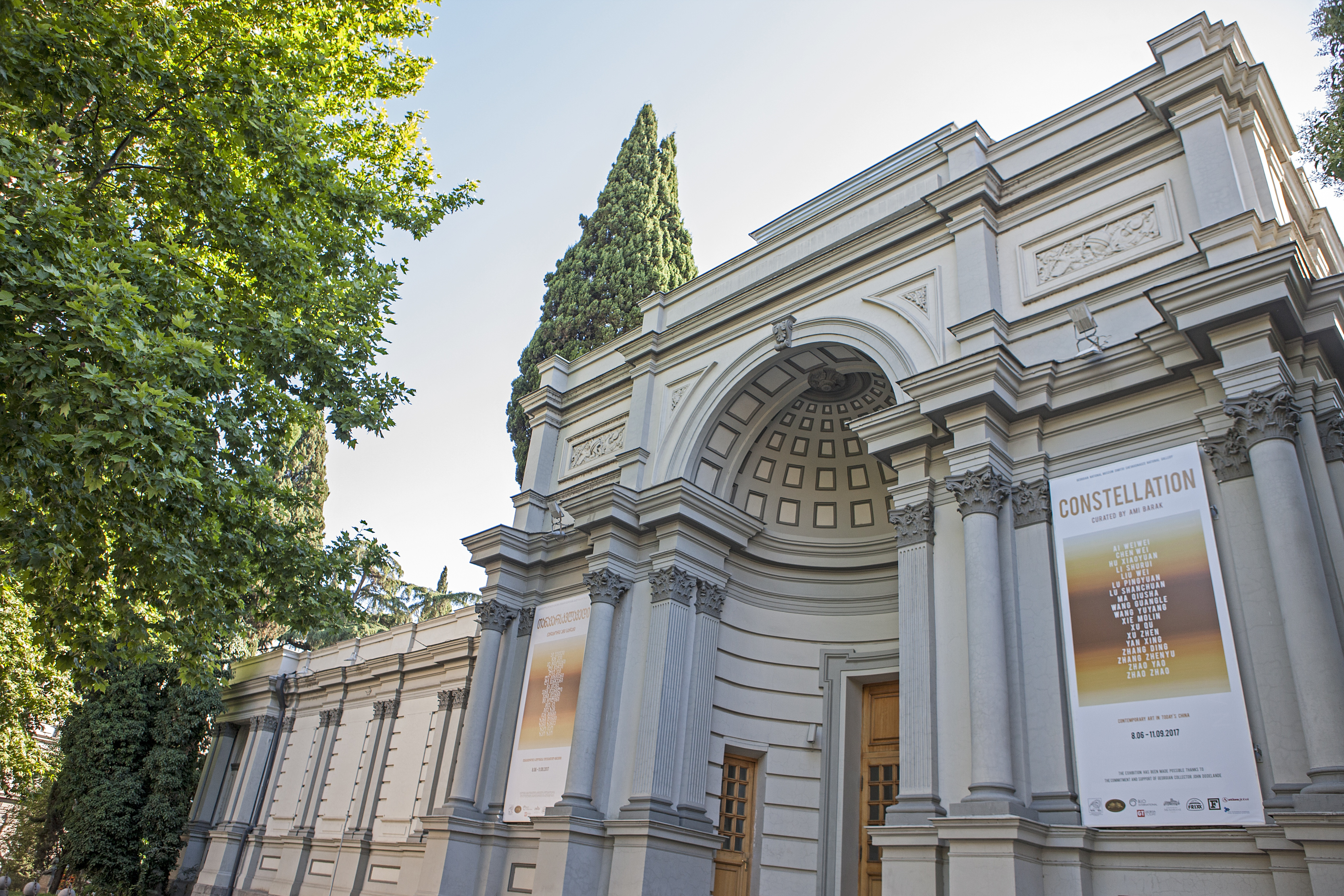
Galeria de Arte de Tiblíssi

A galeria de arte de Tiblíssi (em georgiano:  თბილისის სამხატვრო გალერეა) é uma galeria localizada na Avenida Rustaveli, em Tiblíssi. Também é conhecida como Galeria Azul ou Galeria Nacional.

## História
A história da Galeria Nacional de Arte de Tiblisi tem quase um século. Sua fundação está associada à famosa figura pública e ao artista georgiano Dimitri Shevardnadze.
O edifício em que está localizada foi construído em 1888 por decisão do imperador russo e do Museu Histórico Militar da Rússia. O salão da fama também foi fundado.
A primeira exposição da Galeria de Arte foi realizada em outubro de 1920. A política de exposições da galeria foi revelada nos primeiros anos: exposições de artistas georgianos e estrangeiros e antigos e novos períodos de arte.

## Arquitetura

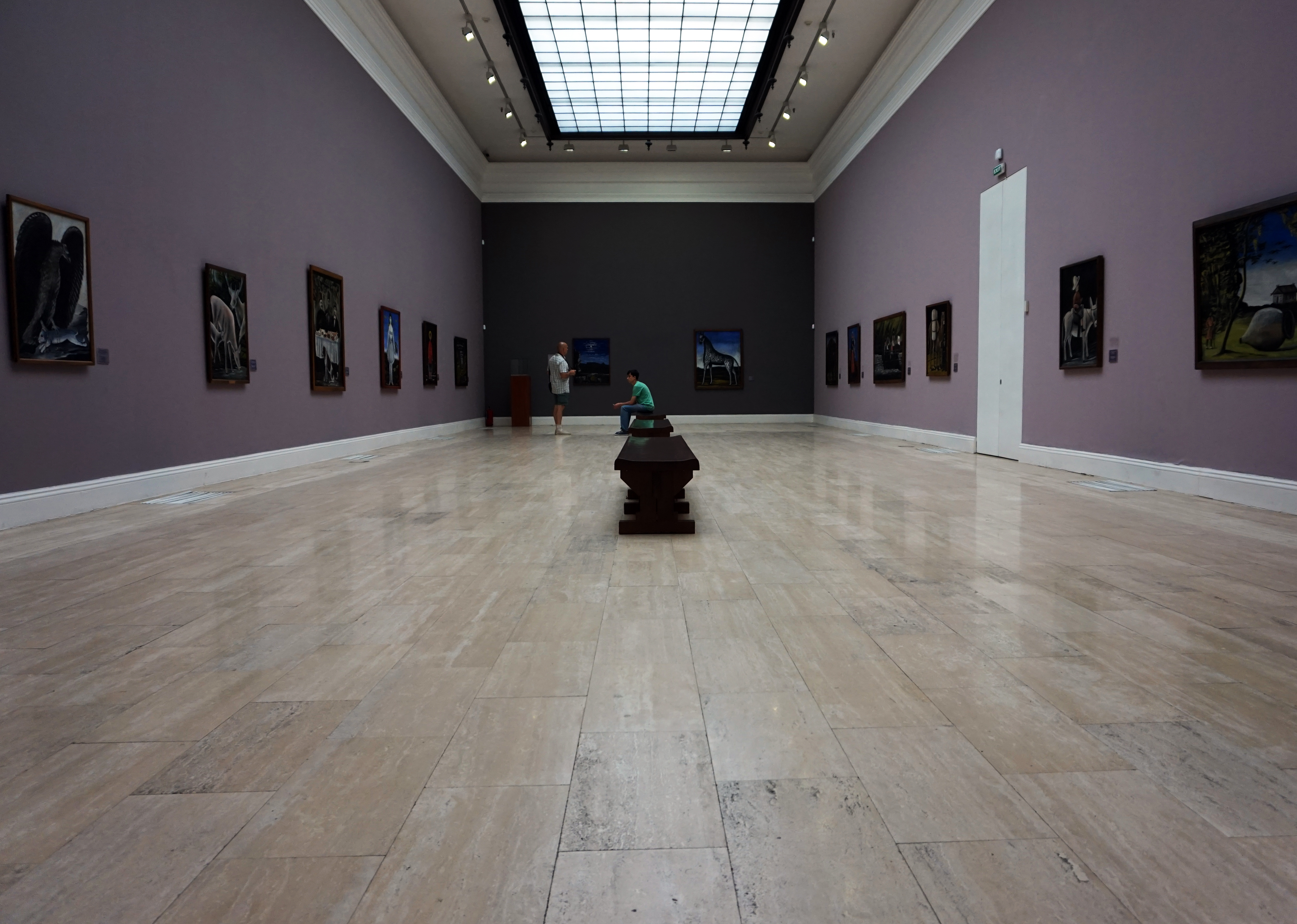
Interior da galeria

A galeria foi construída entre 1880 e 1883 para a exposição da casa mibadzvitaa. A fachada da Avenida Rustaveli tem uma decoração ricamente decorada e apresenta arte barroca. No centro do edifício é a entrada. As duas salas da galeria têm teto de vidro e, portanto, são iluminadas pela luz solar.

## Presente
Em 2007, a galeria de arte de Tiblíssi se juntou ao Museu Nacional da Geórgia. Uma reconstrução em larga escala do edifício da galeria foi planejada, o que resultou em melhorias na fachada central e no espaço para exposições.
O edifício também cresceu à custa da jardinagem. O novo espaço de exposição foi criado como resultado da reconstrução. A galeria renovada consiste em oito salas, um laboratório de restauração, o armazenamento necessário para organizar exposições temporárias, um espaço de treinamento e uma loja aberta.
Em 7 de novembro de 2006, de acordo com o Decreto do Presidente da Geórgia, a galeria obteve a categoria Monumentos de importância nacional da Geórgia.